# Maria Saka-Răcilă
Maria Saka-Răcilă (n. 11 februarie 1941, Drăgănești, raionul Sîngerei, Republica Moldova) este un artist plastic din Republica Moldova.
A absolvit în 1961 Școala Republicană de Arte plastice „Ilia Repin” din Chișinău.
A creat modelele pentru Fabrica de Covoare din Strășeni și a lucrat la Casa de Creație Populară din Chișinău. A  avut expoziții de tapiserie în Moldova, Suedia, SUA, Franța, Canada, România, Mongolia, Norvegia, India, Cipru, Japonia, Algeria.

## Opera

### Ateliere, tabere de creație, simpozioane
S-a remarcat prin participarea la ateliere, tabere de creație și simpozioane:
- Tabăra de creație, Dzintari, Letonia - 1971
- Simpozion „Tapiserie contemporană”, Dzintari, Letonia - 1974
- Simpozion „Minitapiserie”, Ungaria - 1982
- Simpozion „Minitapiserie”, Dzintari, Letonia - 1984

### Expoziții
A participat la mai multe expoziții colective de-a lungul timpului atât în Republica Moldova în perioada 1962-2001 cât și în restul lumii: Federația Rusă, Bulgaria, Franța, România, Suedia, SUA, Japonia, Cipru. A avut prima expoziție personală în iulie 2016.

### Lucrări

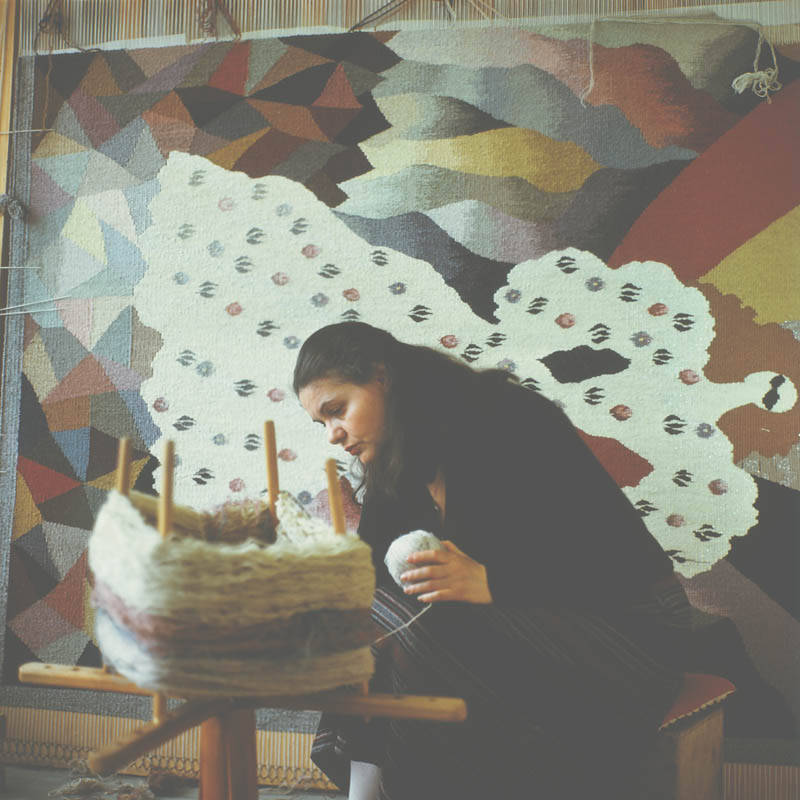
Maria Saka-Răcilă în atelierul său, anii 1980

- Romeo și Julieta, 1990, lână, bumbac, 220x150;
- Masca, 1990, lână, bumbac, 220x150;
- Doina, 1990, lână, bumbac, 220x150;
- Vodă, 1990, lână, bumbac, 220x150;
- Pasăre neagră, 1993, lână, bumbac;
- Cataclism, 1998, lână, bumbac.

## Premii și distincții
De-a lungul unei cariere de peste 50 de ani, a câștigat premii importante:
- Premiul II la expoziția „Tineretul Țării”, Moscova, Federația Rusă - 1976;
- Maestru Emerit al Artei din RSSM - 1987;
- Medalia „Meritul Civic”, Republica Moldova - 1996;
- Premiul de Stat al Republicii Moldova - 1997;
- Premiul Național - 1998.